# Go Sonehara
Go Sonehara (曽根原 郷, Sonehara Gō), né le 1er octobre 1993, est un coureur du combiné nordique japonais.

## Carrière
Aux Championnats du monde junior 2013, pour sa première grande compétition internationale, il remporte une médaille de bronze en relais.
Il fait ses débuts en Coupe du monde en janvier 2015 à Sapporo, où il marque ses points deux ans plus tard (27e). Son meilleur résultat est une 17e place à Hakuba en 2018.
Il est deux fois médaillé de bronze à l'Universiade de 2017.

## Palmarès

### Coupe du monde
- Meilleur classement général : 51e en 2018.
- Meilleur résultat individuel : 17e.

| Année     | Classement général final |
| 2016-2017 | 61e                      |
| 2017-2018 | 51e                      |

### Championnats du monde junior
- Liberec 2013 :  Médaille de bronze à l'épreuve par équipes.

### Universiades
- Médaille de bronze de la mass start et de l'épreuve par équipes en 2017.